# Ламсден, Питер
Сэр Питер Старк Ламсден (9 ноября 1829, Белелви, Абердиншир, Шотландия — 9 ноября 1918, Дафтаун, округ Мори, Банфшир, Шотландия) — британский военачальник.

## Биография
Сын полковника британской армии. Образование получил в Ост-Индской военной семинарии в Аддискомбе, позже в 1847 году поступил на военную службу в качестве прапорщика 60-го бенгальского пехотного полка. С 1852 по 1857 год служил в Британской Индии на Северо-Западной границе. Отличился в пяти экспедициях против местных афганских и пуштунских племён: Моманд , Утманхель, Афридии и Миранзай.
Участвовал в подавлении восстания сипаев и пленении одного из его руководителей Тантиа Топи. Во время Второй опиумной войны в 1860 году служил генерал-квартирмейстером в штабе генерала Нэпьера, который командовал 2-м дивизионом экспедиционных сил в Китай. Принимал участие в операциях британских войск.
В 1865 году на заключительном этапе Дуарской войны с Бутаном получил временное повышение в воинском звании до полковника. С 1864 по 1868 год — заместитель генерал-квартирмейстера, а с 1868 по 1873 год служил генерал-квартирмейстером индийской армии. В 1873 году был назначен исполняющим обязанности резидента в Хайдарабаде, с 1874 по 1879 год — был генерал-адъютантом Индии и командующим британского персонала в Индии.
В 1874 году стал Генерал-майором. До 1879 года занимал должность Адъютант-генерала Индии.
В качестве помощника-адъютанта королевы Великобритании Виктории служил одиннадцать лет.
Во время Второй англо-афганской войны был начальником штаба главнокомандующего генерала Фредерика Хейнса.
В 1883 году был награждён орденом Бани и назначен членом Совета Индии, на этом посту служил в течение 10 лет.
Во время «Большой игры» между Британской и Российской империями за господство в Южной и Центральной Азии представлял Великобританию в англо-российской международной комиссии по демаркации северо-западной границы Афганистана (1884—1886). Позже, был британским представителем в афганской пограничной комиссии. Руководя Комиссией, чувствовал, что британским правительством ему были даны недостаточно чёткие инструкции, что вызывало его опасения, поскольку ситуация в Афганистане ухудшилась до грани войны с Россией.
После ухода с военной службы в 1893 году Ламсден служил мировым судьёй в своём родном графстве Абердиншир.

## Награды
- Рыцарь Большого креста ордена Бани
- Орден Звезды Индии
- 5 раз упоминается в депешах